# Distrito de Yanam
Yanam es un distrito de la India en el territorio de Puducherry. Código ISO: IN.PY.YA.
Comprende una superficie de 30 km².
El centro administrativo es la ciudad de Yanam.

## Demografía
Según censo 2011 contaba con una población total de 55 616 habitantes, de los cuales 28 339 eran mujeres y 27 277 varones.